# Polistes chlorostoma
Polistes chlorostoma är en getingart som beskrevs av Amédée Louis Michel Lepeletier 1836. Polistes chlorostoma ingår i släktet pappersgetingar, och familjen getingar. Inga underarter finns listade i Catalogue of Life.